# Multiscafo

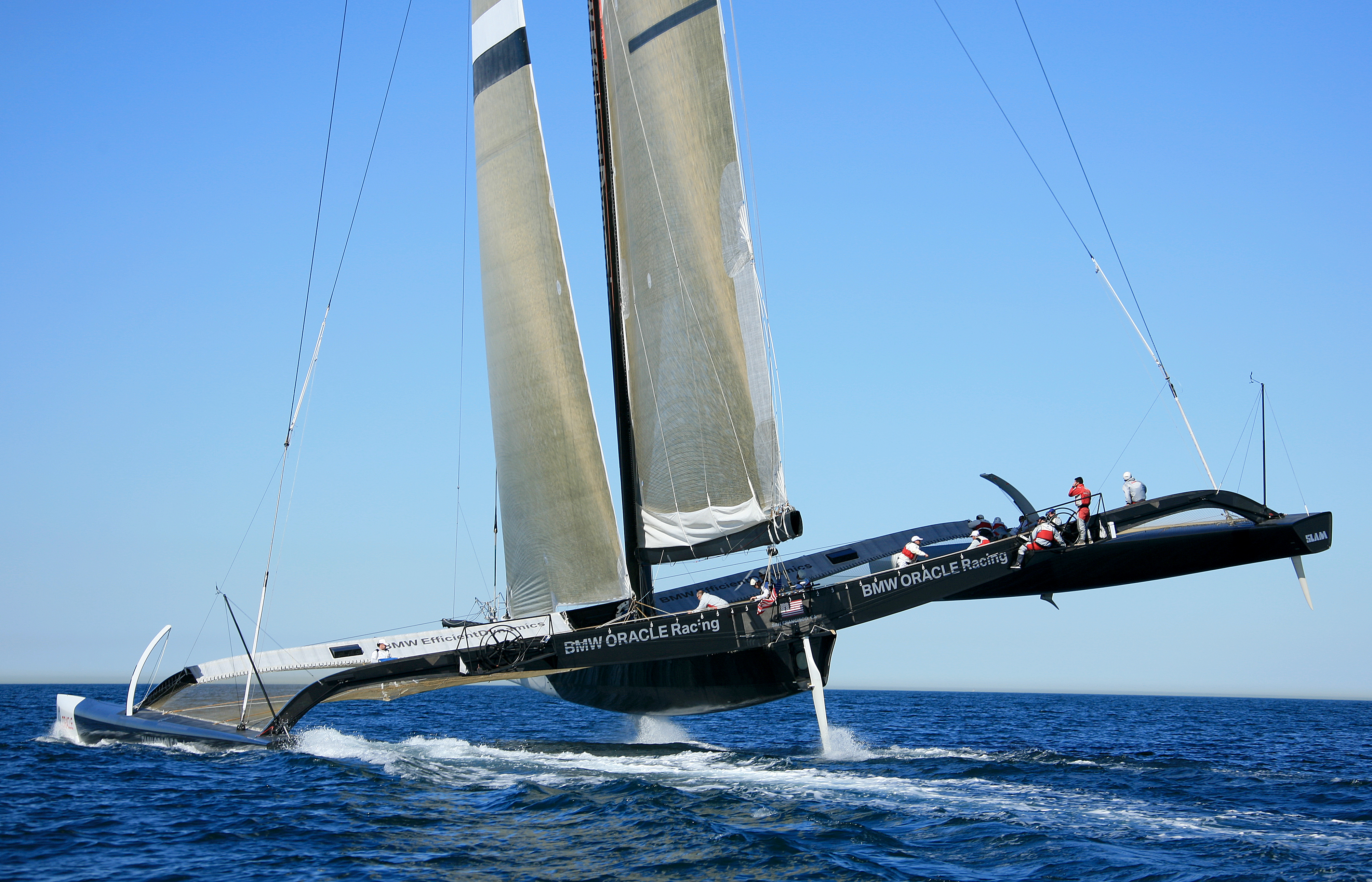
Il trimarano USA 17, del team BMW Oracle Racing, vincitore della 33ª America's Cup.

Un multiscafo è una imbarcazione munita di più scafi.
I multiscafi presentano diversi vantaggi rispetto alle imbarcazioni a scafo singolo. Grazie alla maggiore distanza fra il baricentro e il bordo degli scafi, dispongono di una stabilità notevolmente maggiore. Caratteristica che si rivela vantaggiosa soprattutto nei multiscafi a vela, che grazie alla maggiore stabilità fornita dagli scafi necessitano di una zavorra notevolmente minore rispetto ai monoscafo. Permette inoltre di realizzare scafi più stretti, che subiscono una resistenza fluidodinamica notevolmente minore.
Le principali tipologie di multiscafo sono:
- Proa, che ha scafi di due dimensioni e fogge diverse, con simmetria laterale;
- Catamarano, che ha due scafi, con simmetria longitudinale;
- Trimarano, che ha uno scafo principale al centro e due scafi stabilizzatori, di dimensioni più piccole, disposti simmetricamente ai lati dello scafo centrale e uniti tra loro da una struttura rigida a forma di tubi [1].

## Terminologia

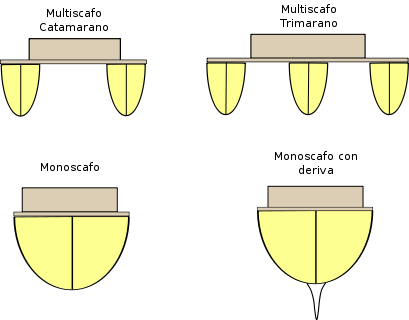
Tipologie di imbarcazioni a confronto

Per descrivere i componenti di un multiscafo si utilizzano alcuni termini di origine malese:
- Aka:  indica le componenti della struttura che collega fra loro gli scafi.
- Vaka: indica lo scafo principale dell'imbarcazione, come lo scafo centrale dei proa o dei trimarani.
- Ama: indica gli scafi esterni del multiscafo.

Un catamarano è quindi composto da due vaka collegati dall'aka, mentre un trimarano è costituito da un vaka centrale e un ama per ciascun lato, collegati dall'aka

## Differenze rispetto ai monoscafo
Mentre nei monoscafo l'equilibrio è ottenuto appesantendo l'estremità inferiore dell'imbarcazione (con zavorre, derive pesanti e bulbo), nei multiscafi l'equilibrio è garantito dalla geometria dell'imbarcazione, che dispone di una superficie di appoggio molto più ampia. Questo comporta alcuni vantaggi:
- Il peso ridotto dall'assenza di zavorre e gli scafi più stretti, che permettono una minore resistenza fluidodinamica, consentono ai velieri multiscafo di raggiungere velocità superiori rispetto ai monoscafo della stessa lunghezza.
- Durante la navigazione a vela soltanto uno dei due o tre scafi rimane a contatto con l'acqua, riducendo notevolmente l'attrito e aumentando ulteriormente la velocità.
- Non necessitando di zavorra sulla deriva, i multiscafi hanno un pescaggio minore che riduce il rischio di incaglio.
- Essendo costituiti da due scafi e da strutture molto più leggere rispetto ai monoscafo, resistono meglio alle falle, affondando lentamente o rimanendo comunque a galla e permettendo più facilmente la riparazione o la messa in salvo dell'equipaggio.
- Disponendo generalmente di un equipaggiamento doppio (come nei catamarani) per quanto riguarda motori, serbatoi di acqua e di carburante e bagni, offrono la possibilità di continuare la navigazione in caso di avaria ad uno dei due equipaggiamenti.

Tuttavia i multiscafi hanno anche alcuni svantaggi:
- I costi di produzione sono generalmente maggiori rispetto ad un monoscafo di pari lunghezza.
- La maggiore larghezza dell'imbarcazione costituisce uno svantaggio, specialmente all'interno dei porti o in banchina.
- In caso di ribaltamento, un multiscafo è molto più difficile da rimettere in posizione e, soprattutto se si tratta di un'imbarcazione di grandi dimensioni, è necessario l'intervento di una gru.
- A causa della minore inerzia dovuta al minor peso, i multiscafi (soprattutto se di piccole dimensioni) hanno più difficoltà a tagliare le onde rispetto ai monoscafo, andando spesso a cavalcarle.
- I multiscafi, specialmente a bassa velocità, sono più difficili da manovrare e da far virare.

## Multiscafi più comuni
Esistono diverse categorie di multiscafo. Tra le classi veliche da regata più diffuse vi sono i Tornado, Hobie 16, Formula 16, Open60, Nacra 17.
Vengono comunemente considerati super-catamarani o super-trimarani i multiscafi con dimensioni superiori ai 60 piedi di lunghezza. Esempi di questo genere sono Groupama 3, Banque Populaire V, Orange II ed i multiscafi USA 17 e Alinghi 5, che si sono contesi la XXXIII America's Cup.